# Ексетер (Іллінойс)
Ексетер (англ. Exeter) — селище (англ. village) в США, в окрузі Скотт штату Іллінойс. Населення — 87 осіб (2020).

## Географія
Ексетер розташований за координатами 39°43′9″ пн. ш. 90°29′46″ зх. д. / 39.71917° пн. ш. 90.49611° зх. д. (39.719069, -90.496033).  За даними Бюро перепису населення США в 2010 році селище мало площу 1,79 км², уся площа — суходіл.

## Демографія
Згідно з переписом 2010 року, у селищі мешкало 65 осіб у 32 домогосподарствах у складі 18 родин. Густота населення становила 36 осіб/км².  Було 40 помешкань (22/км²).
Расовий склад населення:
| - 98,5 % — білих |

До двох чи більше рас належало 1,5 %. Частка іспаномовних становила 0,0 % від усіх жителів.
За віковим діапазоном населення розподілялося таким чином: 9,2 % — особи молодші 18 років, 72,3 % — особи у віці 18—64 років, 18,5 % — особи у віці 65 років та старші. Медіана віку мешканця становила 50,3 року. На 100 осіб жіночої статі у селищі припадало 103,1 чоловіків;  на 100 жінок у віці від 18 років та старших — 110,7 чоловіків також старших 18 років.
Середній дохід на одне домашнє господарство  становив 53 476 доларів США (медіана — 52 917), а середній дохід на одну сім'ю — 53 832 долари (медіана — 50 417). За межею бідності перебувало 26,3 % осіб, у тому числі 60,9 % дітей у віці до 18 років та 0,0 % осіб у віці 65 років та старших.
Цивільне працевлаштоване населення становило 43 особи. Основні галузі зайнятості: освіта, охорона здоров'я та соціальна допомога — 39,5 %, роздрібна торгівля — 23,3 %, виробництво — 14,0 %, мистецтво, розваги та відпочинок — 11,6 %.